# Singö landskommun
Singö landskommun var en tidigare kommun i Stockholms län. 

## Administrativ historik
I Singö socken i Väddö och Häverö skeppslag i Uppland inrättades denna landskommun när 1862 års kommunalförordningar trädde i kraft. Genom kommunreformen 1952 gick kommunen upp i Häverö landskommun. Sedan 1971 ingår området i Norrtälje kommun.